# Pyrofylit
Pyrofylit je minerál, krystalizující v triklinické nebo monoklinické soustavě, chemicky zásaditý křemičitan hlinitý – Al2Si4O10(OH)2.
Byl objeven roku 1829.

## Charakteristika
Pyrofylit vytváří tabulkové krystaly, často deformované. Převážně se však vyskytuje v podobě lístkovitých, vláknitých, paprskovitých nebo šupinkovitých agregátů. Bývá i celistvý. Barvu má hnědou, šedou, modravou, nazelenalou, nažloutlou, hnědou. Je to průhledný až průsvitný minerál, který má na čerstvém lomu perleťový lesk: tento lesk může zmatnět.

## Vznik
Tvoří se v krystalických břidlicích spolu s mastkem, andaluzitem, sillimanitem. Nachází se také na hydrotermálních žilách.

## Vlastnosti
Pyrofylit je na dotek mastný, podobně jako mastek. Při ohřívání vytváří vločky a je nerozpustný ve většině kapalin.